# Ewan Mitchell
Ewan Mitchell (Derby, 8 maart 1997) is een Brits acteur. Hij is vooral bekend van zijn hoofdrol in de HBO-serie House of the Dragon.

## Carrière
Ewan Mitchell werd geboren op 8 maart 1997 in Derby, Verenigd Koninkrijk. Hij heeft een oudere broer. Hij studeerde in Nottingham.
Mitchell begon zijn acteercarrière in 2015. Hij speelde vooral kleine rollen in films zoals High Life en Saltburn. Zijn televisiedoorbraak was pas in 2017, wanneer hij werd gecast als Osfert in de BBC Two en Netflix-serie The Last Kingdom. Deze rol speelde hij vanaf seizoen 2 tot het einde van de serie. Hij kwam voor in 28 afleveringen. Daarna werd hij gecast in de serie House of the Dragon, een spin-off van de bekende serie Game of Thrones. Hierin speelt hij prins Aemond Targaryen al vanaf het eerste seizoen.